# Komplexes System

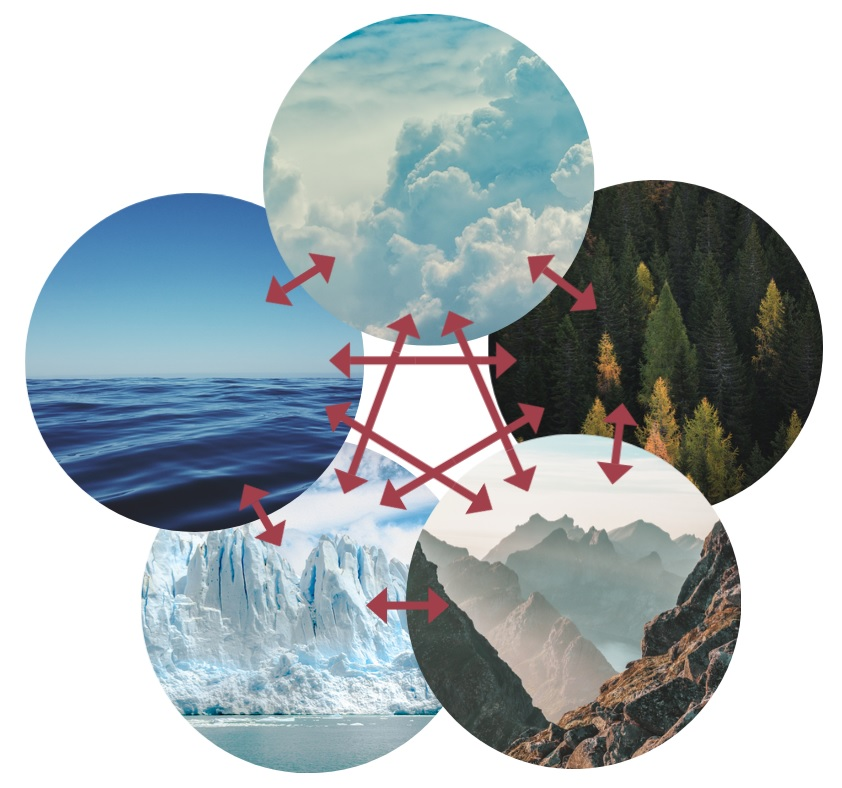
Extrem vereinfachte schematische Darstellung von Wechselwirkungen, die das Erdklima, eines der am besten untersuchten natürlichen Systeme, beeinflussen.

Komplexe Systeme sind nach außen offene, hochgradig geordnete und organisierte, uneinheitlich aufgebaute (heterogene) Ganzheiten von funktionalen Strukturen (= Systeme), deren Vernetzungsgrade unüberschaubar sowie wandelbar sind (Kontingenz) und deren Wechselwirkungen zu nichtlinearen Entwicklungen führen (= Komplexität). Der permanente Wandel erfolgt als (evolutionärer) Um- und Ausbau in immer kürzerer Zeit (Dynamik). Die Wechselwirkungen sind passend aufeinander bezogen (Kohärenz) und führen zu weiter steigender Ordnung und Komplexität. Der ebenfalls steigenden Gefahr durch Unordnung und Desorganisation (Entropie) begegnet das System durch zunehmende Kontroll- und Schutzfunktionen (Stabilität), die vor allem auf Rückkopplung von Prozessen beruhen (Prozessualität). Je komplexer Systeme werden, desto größer werden ihre Reaktionsmöglichkeiten, desto eher können gänzlich neue Systemeigenschaften entstehen (Emergenz) und desto selbstständiger werden sie. Lebende Systeme schaffen, erhalten und organisieren sich selbst (Autopoiesis).
Die Theorie komplexer Systeme macht heute einen wesentlichen Teil der Systemtheorie aus. Komplexe Systeme lassen sich in praktisch allen Fachgebieten der Wissenschaften abgrenzen. Dazu gehören beispielsweise das Klimasystem der Erde, das Leben, Ökosysteme, Gehirne, Quantensysteme, Menschliche Gesellschaften, Wirtschaftssysteme, Finanzmärkte, multinationale Konzerne, Infrastrukturnetze und das Internet.
Eine allgemeingültige Definition gibt es nicht.

## Merkmale und Eigenschaften
Die exemplarische Definition der Einleitung umfasst folgende Merkmale und Eigenschaften, die für komplexe Systeme charakteristisch sind (wenngleich nicht immer alle vorkommen müssen):

### Komplexität versus Grade der Ordnung und Organisation
Struktur, Ordnung und Organisation sind die wesentlichen Eigenschaften aller Systeme bzw. lassen sich abstrahieren, untersuchen und vergleichen, sodass sie als Maß für den Grad von Komplexität verwendet werden können. Je komplexer Ordnung und Organisation, desto tiefgehender sind die inneren Regeln und Gesetzmäßigkeiten, desto größer ist die Informationsübermittlung zwischen den Elementen, die zunehmend effizienter wird (immer weniger Redundanzen), desto mehr Bedeutung gewinnen die Prozesse gegenüber den Strukturen, desto geringer ist die Vorhersagbarkeit und desto größer ist die Wahrscheinlichkeit, dass auch Unordnung und Desorganisation systemimmanent sind. Eine Existenz „am Rande des Chaos“ kennzeichnet die komplexesten Systeme, die damit auf der einen Seite anfällig und labil sind, auf der anderen Seite jedoch zu eigenen Entitäten mit unverwechselbarer Identität werden.
Wie alle komplexen Phänomene sind auch komplexe Systeme aufgrund ihres Umfanges, ihrer Veränderlichkeit und Unvorhersehbarkeit sprachlich nicht allumfassend beschreibbar. Reduktionistische Betrachtungen der Einzelteile sind daher ungeeignet. Notwendig ist eine präzise Sprache, aber vor allem ganzheitliches Denken.

### Entropie, nichtlineares Wachstum und Emergenz
Die Existenz dauerhafter komplexer Systeme ist nur möglich, wenn die Komponenten selbst offene Systeme sind, die in einem ständigen Stoff- und Energieaustausch mit der Umgebung stehen. Nur so wird verhindert, dass die „Unordnung“ (bzw. die Entropie) nach dem Zweiten Hauptsatz der Thermodynamik stetig zunimmt und alle Wechselwirkungen mangels Energiezufuhr irgendwann zum Erliegen kommen (Thermodynamisches Gleichgewicht). Das bedeutet, dass offene Systeme von einem permanenten Durchfluss von Energie bzw. Materie abhängen.
Bei komplexen Systemen sind diese energetischen, materiellen und informatorischen Wechselwirkungen extrem umfangreich. Da sie auf verschiedene Weise alle mehr oder weniger miteinander in Verbindung stehen, müssen sie sehr schnell auf Veränderungen reagieren können. Dies führt zu einer enormen Flexibilität des Gesamtsystems. Sie äußert sich vor allem in einer Entwicklung, die nicht geradlinig und gleichmäßig verläuft, sondern unerwartete Sprünge, aber auch Pausen aufweisen kann (Nichtlinearität). Kleine Störungen des Systems oder minimale Unterschiede in den Anfangsbedingungen führen hier oft zu sehr unterschiedlichen Ergebnissen (Schmetterlingseffekt, Phasenübergänge).
Je komplexer Systeme werden, desto größer werden ihre Reaktionsmöglichkeiten auf Umwelteinflüsse und desto eher können gänzlich neue Systemeigenschaften entstehen: Dies wird als Emergenz bezeichnet. Entgegen einer verbreiteten Vereinfachung bedeutet Emergenz nicht, dass die Eigenschaften der emergierenden Systemebenen von den darunter liegenden Ebenen vollständig unabhängig sind. Emergente Eigenschaften lassen sich jedoch auch nicht aus der isolierten Analyse des Verhaltens einzelner Systemkomponenten erklären. Emergenz liegt immer dann vor, wenn man das Gesamtverhalten eines Systems – trotz vollständiger Informationen über seine Einzelkomponenten und deren Wechselwirkungen – nicht eindeutig beschreiben kann.

### Heterogenität durch kontingente Vernetzung
Die Entwicklung von homogenen (gleichartigen) zu heterogenen („uneinheitlich“ aus ungleichen Elementen aufgebauten und „ungewöhnlich“ organisierten sowie veränderlichen) Strukturen ist ein Grundmerkmal komplexer (physischer) Systeme. Die zunehmende Differenzierung zu gleichartigen Gruppen von Subsystemen bis hin zu „radikaler Vielfalt“ – deren Einzelteile die gleiche Funktion im Gesamtsystem erfüllen, jedoch selbst sehr unterschiedlich sein können (beispielsweise Destruenten in einem Ökosystem oder Personen in einer Gesellschaft) – setzt Kontingenz voraus. Dies ist gewissermaßen die „Freiheit“ (eines Lebewesens, einer Zelle, eines Moleküls), sich ohne Notwendigkeit bei verschiedenen, ähnlichen Reaktionsmöglichkeiten für eine zu „entscheiden“.
Die Philosophie des Panpsychismus betrachtet eben diese „Freiheit“ als Hinweis auf ein geistiges Prinzip, dass nicht erst in Gehirnen entsteht, sondern eine grundlegende Eigenschaft der Materie ist. In diesem Zusammenhang weisen Vertreter des Panpsychismus darauf hin, dass die hochkomplexe „Welt“ eines Ich-Bewusstseins im Gegensatz zum heterogener werdenden Phyischen „homogen“ bleibt.

### Kohärentes, evolutionäres Wachstum

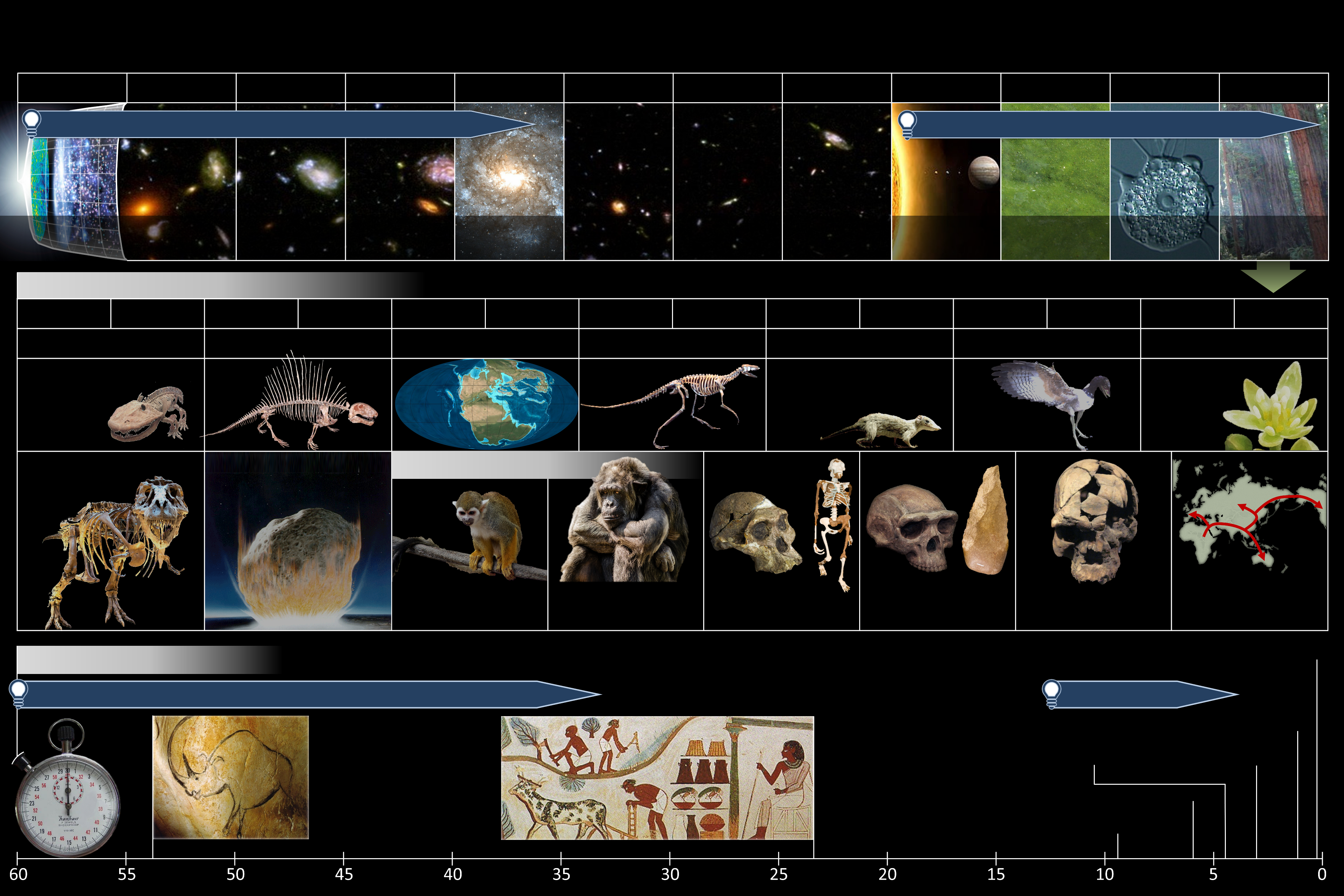
Die Evolution des Universums als komplexestem Gesamtsystem

Die Entwicklung komplexer Systeme führt im Laufe langer Zeiträume von quantitativem zu qualitativem Wachstum: einer zunehmenden „Verfeinerung“ der Strukturen sowie Ausdifferenzierung neuer Funktionen und Möglichkeiten in Subsystemen. Da dies in nicht vorhersagbaren, nicht umkehrbaren und nicht wiederholbaren Ereignissen geschieht, die gemeinsam eine starke Richtungskomponente aufweisen, ist der Begriff der Evolution zutreffend.
Diese Evolution weist Pfadabhängigkeit auf; das heißt, das zeitliche Verhalten des Systems ist nicht nur vom aktuellen Zustand, sondern auch von seiner Vorgeschichte abhängig. Die genannte Richtungskomponente hingegen zeigt sich etwa in Entwicklungen auf ganz bestimmte (zukünftige) Zustände hin (so genannte Attraktoren), die komplexe Systeme – unabhängig von ihren Anfangsbedingungen oder Zustandsabfolgen und ohne steuernde Eingriffe von außen – selbstständig anstreben. Solche Zustandsabfolgen können auch chaotisch sein (im Sinne einer nicht erkennbaren, aber durchaus vorhandenen Ordnung); dies sind die „seltsamen Attraktoren“ der Chaosforschung.
Pfade und Attraktoren sowie das grundlegende Wirken von (ausgleichenden oder verstärkenden) Rückkoppelungen zwischen Ursachen und Wirkungen formen sich nach eigenen Kriterien des Systems im Sinne einer kohärenten Entwicklung: Das heißt, alle Veränderungen in Subsysteme werden mit der Gesamtentwicklung „abgestimmt“ und führen im Endeffekt zu einem Nutzen für das Ganze.
Aufgrund der systemischen Vernetzung und Evolution kann die isolierte Betrachtung einzelner Komponenten (meist „Unter-Systeme“) leicht zu Fehlschlüssen führen (vgl. Reduktionismus und Holismus). So sind etwa alle natürlichen Systeme auf der Erde im Rahmen der Biosphäre als komplexestem Gesamtsystem miteinander vernetzt.

### Dynamik versus Stabilität

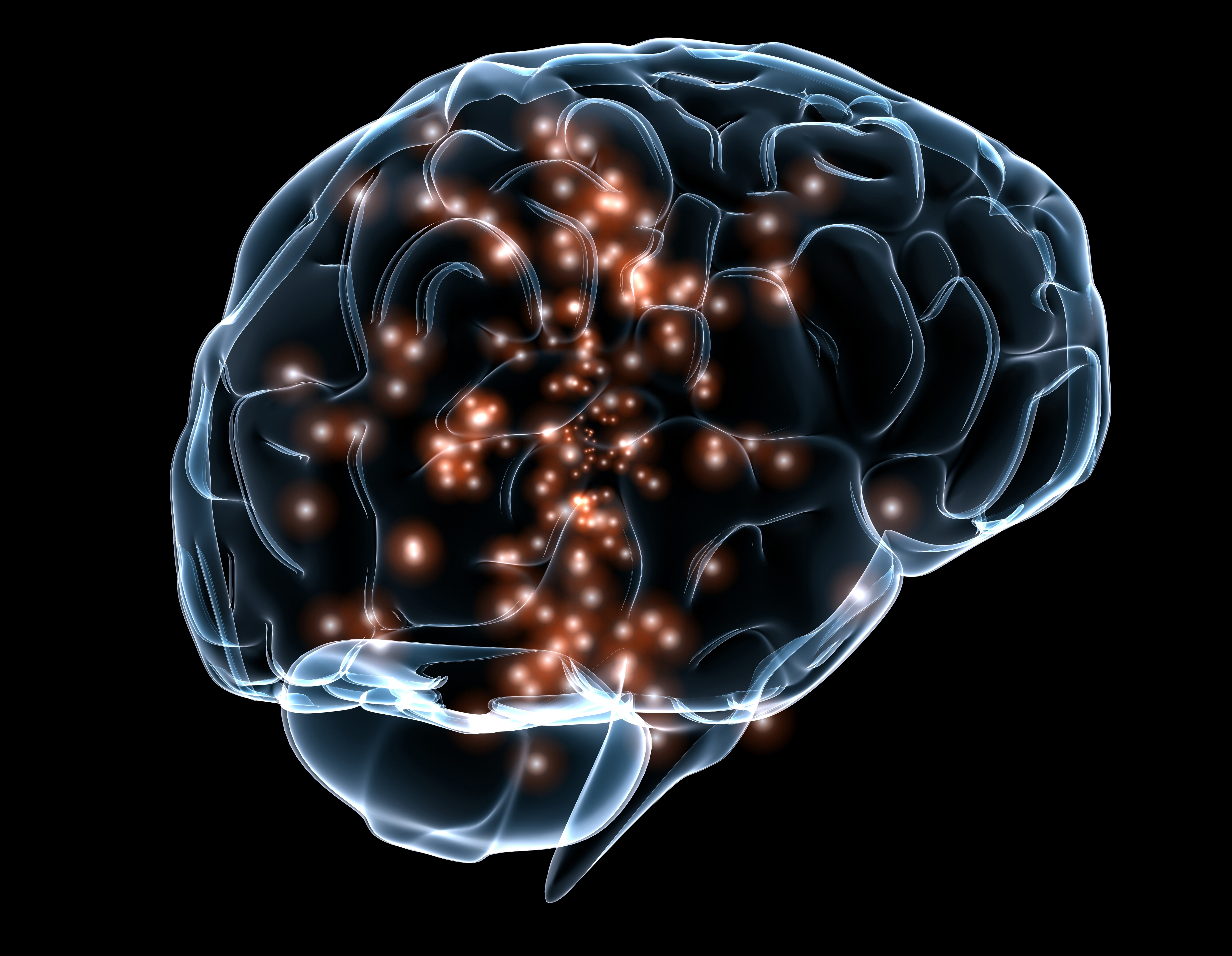
Dynamik im System: Je nach Prägung und Bewusstseinszustand ändern sich die neuronalen Aktivitätsmuster im Gehirn

Je komplexer ein System ist, desto größer ist der Anteil „chaotischer Ordnungsprozesse“, bei denen kleinste Veränderungen zu massiven, unvorhersagbaren Zustandsänderungen führen können. Dies hat nichts mit Chaos im allgemeinen Sinn zu tun, da keine Unordnung entsteht, sondern lediglich eine sehr schnelle Neuordnung im Rahmen der systemischen Gesetzmäßigkeiten. Bei einer Häufung chaotischer Zustände kann es zu einer chaotischen Dynamik kommen: Statt einer „Normalisierung“ treten entweder komplett neue Systemzustände auf oder das System bricht zusammen (aktuelles Beispiel ist das Klimasystem der Erde beim anthropogenen Treibhauseffekt).
Umbau, Ausbau, Anpassung und Wachstum geschehen in immer kürzerer Zeit. Auch diese Dynamik ist heterogen, etwa weil die Rückkopplungen immer mit einer zeitlichen Verzögerung auftreten, die häufig unmerklich wenig, aber je nach Zusammenhang auch sehr viel Zeit benötigen (etwa die Folgen der globalen Erwärmung). Solche Zeitverzögerungen können zu einer Schwingungsdynamik führen; einem ständigen Wechsel zwischen zwei Extremzuständen. Die Dynamik komplexer Systeme ist gleichermaßen Ursache und Folge der intensiven Vernetzungen und gegenseitigen Abhängigkeiten.
Ein Beispiel für ein extrem dynamisches System ist das Gehirn: Seine Komplexität – bzw. die der neuronalen Aktivitätsmuster – ändert sich je nach Bewusstseinszustand. So ist sie etwa im Tiefschlaf am geringsten. Diese Eigendynamik entsteht aus den Kombinationsmöglichkeiten der Vernetzung, die ein Vielfaches der verknüpften Elemente ausmachen.   Komplexe Systeme haben die Tendenz, sich im Laufe der Zeit evolutionär zu immer höher organisierten, kleinteiliger strukturierten, „arbeitsteiligen“ Verbindungen zu entwickeln.
Rein mathematisch betrachtet müsste die Empfindlichkeit eines Systems mit der Vielzahl seiner Strukturen steigen. Komplexe Systeme wirken dem entgegen, indem sie relativ abgegrenzte Subsysteme bilden, sodass Störungen häufig auf ein Subsystem begrenzt bleiben. Diese Strategie macht komplexe Systeme vergleichsweise stabiler als einfache Systeme.
Stabilität und Dynamik sind in komplexen Systemen unvereinbare, aber notwendige Gegenpole: Ohne Stabilität wäre das System angreifbar und empfindlich gegenüber jeglichen Störungen. Ohne (aktive) Dynamik könnte das System weder wachsen noch sich an veränderte Bedingungen anpassen. In beiden Fällen würde es über kurz oder lang zusammenbrechen.

### Selbstorganisation und Autopoiesis
Die Rückkopplungsschleifen in komplexen Systemen und die Gesamtheit ihrer Reaktionen auf Umwelteinflüsse werden als Selbstregulation bezeichnet: Dadurch können sie die Fähigkeit zur inneren Harmonisierung entwickeln. Sie sind also in der Lage, das innere Gleichgewicht zu verstärken. Dies ermöglicht die Bildung insgesamt stabiler Strukturen (Selbststabilisierung oder Homöostase), die ihrerseits das thermodynamische Ungleichgewicht aufrechterhalten. Komplexe Systeme können demnach ihre Kohärenz am besten in einem dynamischen Zustand zwischen Ordnung und Chaos aufrechterhalten.
Die sich ständig verändernden Rahmenbedingungen führen zu permanenten Störungen des Systemgleichgewichts. Die führt irgendwann zur Entstehung einer Selbstorganisation, durch die die Elemente und Subsysteme durch selbst geschaffene Verknüpfungen die Selbstregulation optimieren beziehungsweise durch neue Regelkreise ersetzen.
Beispiele für selbstorganisiert erzeugte Strukturen in der unbelebten Natur sind die Rayleigh-Bénard-Konvektion, bei der durch einen Wärmestrom stabile Konvektionszellen erzeugt werden, und die Belousov-Zhabotinsky-Reaktion, bei der durch einen autokatalytischen Teilprozess stabile Muster oder regelmäßige Farbwechsel erzeugt werden.
Selbstregulation und -organisation führt zu größerer Unabhängigkeit eines Systems. Offene Systeme können auf diese Weise zu „operational geschlossenen“ – selbstreferenziellen – Systemen werden: In Bezug auf den Austausch von Energie und Materie sind sie nach wie vor offen, ihre Prozesse sind jedoch immer mehr auf sich selbst bezogen. Die größere Komplexität macht es immer aufwändiger, die innere Balance zu halten und die Entropie weiterhin zu verringern. Damit nimmt das reine „Überleben“ des (Sub-)Systems neben seiner ursprünglichen Aufgabe im übergeordneten System eine immer größere Rolle ein.
Die höchste Stufe der Selbstorganisation und -bezogenheit wird als Autopoiesis bezeichnet. Autopoietische Systeme regulieren und organisieren nicht nur ihre inneren Regelkreise und Verknüpfungen, sondern sie produzieren und reproduzieren auch selbst die Elemente, aus denen die Strukturen gebildet werden.

## Beispiele
Das Gehirn des Menschen ist ein Beispiel für ein komplexes System, da es aus untereinander vielfach verknüpften Bausteinen – den Neuronen – und weiteren Begleitzellen – deren Funktion weitgehend unbekannt ist – aufgebaut ist. Bewusstsein ist eventuell ein emergentes Phänomen des menschlichen Gehirns. Es muss hier allerdings unterschieden werden zwischen Bewusstsein an sich (als Medium im ontologischen Sinne) und Bewusstseinsinhalten als Informationen, die sich innerhalb des ontologischen Mediums 'Bewusstsein' manifestieren.
Ein weiteres anschauliches Beispiel für ein komplexes (physikalisches) System ist das Erdklima, welches durch eine enorme Vielzahl von Agenten und lokale Wechselwirkungen mit globalen Auswirkungen charakterisiert ist. Für die Erforschung der Grundlagen sowie die Modellierung dieses komplexen Systems wurde der Nobelpreis für Physik im Jahr 2021 verliehen. Die Verleihung eines Nobelpreises für Physik für die Erforschung komplexer Systeme stellt ein Novum dar. Aufgrund des anthropogenen Klimawandels ist das Erdklima das am besten untersuchte komplexe natürliche System.
Auch Wikipedia zeigt – wenn man es zusammen mit den Autoren als biotechnisches System betrachtet – viele Eigenschaften komplexer Systeme: Heterogenität, Stabilität sowie diskontinuierliche Dynamik mit ständigem Aus-, Ab- und Umbau, kontingente Entwicklung, nichtlineares Wachstum mit zunehmenden Kontrollmechanismen, Selbstorganisation und -regulation, Wechselwirkungen zwischen Artikeln und Autoren sowie durch die Hyperlinks.

## Bekannte Forscher
- Yaneer Bar-Yam
- Stafford Beer
- Ludwig von Bertalanffy
- Fritjof Capra
- John L. Casti
- Jay Wright Forrester
- Brian Goodwin
- Murray Gell-Mann
- Hermann Haken
- John H. Holland
- Stuart Kauffman
- Peter Kruse
- Klaus Hasselmann
- Christopher Langton
- Niklas Luhmann
- Fredmund Malik
- Syukuro Manabe
- Bernhard von Mutius
- Giorgio Parisi
- Stefan Thurner
- Frederic Vester
- Stephen Wolfram

## Bedeutende Institute zur Erforschung komplexer Systeme
- New England Complex Systems Institute (NECSI) in Cambridge (Massachusetts).
- Institute for Scientific Interchange in Turin.
- Santa Fe Institute in New Mexico.
- Center for the Study of Complex Systems  an der University of Michigan

Einrichtungen in Deutschland
- Arbeitsgruppe Komplexe Systeme in Darmstadt
- Arbeitsgruppe Komplexe Systeme in Bremen
- Max-Planck-Institut für Physik komplexer Systeme in Dresden.
- Max-Planck-Institut für Dynamik komplexer technischer Systeme in Magdeburg.
- Institut für Dynamik komplexer Systeme in Göttingen.

Einrichtungen in Österreich
- Internationales Institut für angewandte Systemanalyse
- Complexity Science Hub Vienna